# Paraliparis vaillanti
Paraliparis vaillanti és una espècie de peix pertanyent a la família dels lipàrids.

## Descripció
- La femella fa 10,8 cm de llargària màxima.
- Nombre de vèrtebres: 69.[5]

## Hàbitat
És un peix marí i demersal que viu fins als 423 m de fondària.

## Distribució geogràfica
Es troba a l'Atlàntic nord-occidental: entre Terranova i l'illa del Cap Bretó.

## Observacions
És inofensiu per als humans.